# Brabham BT44
O BT44 é o modelo da Brabham das temporadas de 1974, 1975 e 1976 da F1. 
Foi guiado por Carlos Pace, Carlos Reutemann, Richard Robarts, Rikky von Opel e John Watson.